# Aïn Ouksir
Aïn Ouksir è un comune dell'Algeria, situato nella provincia di Médéa.